# Stereodon patientiae
Stereodon patientiae là một loài Rêu trong họ Hypnaceae. Loài này được (Lindb. ex Milde) Lindb. ex Jenn. miêu tả khoa học đầu tiên năm 1951.